# 끝 이야기
《끝 이야기》(終物語)는 니시오 이신이 작성한 청춘 괴이 소설이다. 〈이야기〉 시리즈의 통권 15권째로서 고단샤BOX 레이블에서 상권이 2013년 10월 23일에, 통권 16권으로서 중권이 2014년 1월 29일에, 통권 17권으로서 하권이 2014년 4월 3일에 간행되었다. 일러스트는 VOFAN과 하리타마 히로키(잡지 게재 때만)가 담당했다. 
대한민국에는 학산문화사에서 발매되었다.

## 소설
《끝 이야기》(일본어: 終物語 오와리모노가타리[*])는 일본의 소설가 니시오 이신이 고단샤를 통해 연재한 소설이다. 이야기 시리즈 파이널 시즌중 두 번째 작품이며 상, 중, 하 총 세 편으로 나뉘어 있다.

## 애니메이션
위의 소설을 원작으로한 애니메이션이 2015년 10월부터 12월까지 방영되었다. 첫회는 1시간 스페셜로 상·중권까지 방송되었다. 하권은 2017년 8월 12일과 13일 2시간 스페셜로 방송되었다.

### 주제가
오프닝 테마
「decent black」 (제1화)
작사 - meg rock / 작곡・편곡 - 미토 / 노래 - 오시노 오우기 (미즈하시 카오리)
「mathemagics」 (제2화, 제3화, 제5화)
작사 - meg rock / 작곡・편곡 - 미토 / 노래 - 오이쿠라 소다치 (이노우에 마리나)
「mein schatz」 (제7화 - 제9화, 제11화)
작사 - meg rock / 작곡 - 미토 / 편곡 - 미토, 타카다 류이치
「terminal terminal」 (마요이 헬)
작사 - meg rock / 작곡・편곡 - 미토 / 노래 - 하치쿠지 마요이(카토 에미리)
「dark cherry mystery」 (오우기 다크)
작사 - meg rock / 작곡・편곡 - 미토 / 노래 - 오시노 오우기(미즈하시 카오리)
엔딩 테마
「작별의 행방」 (상·중권)
작사・노래 - 타키가와 아리사 / 작곡・편곡 - Saku, 타키가와 아리사
「SHIORI」 (하권)
작사・작곡 - 코가와 토시유키 / 노래 - ClariS

### BD / DVD
| 권수  | 발행일           | 수록화                    | 규격품번      | 규격품번      | 규격품번   |
| 권수  | 발행일           | 수록화                    | BD 한정판     | DVD 한정판    | DVD 통상판 |
| ----- | ---------------- | ------------------------- | ------------- | ------------- | ---------- |
| 제1권 | 2015년 12월 23일 | 오우기 포뮬러 그 1 - 그 2 | ANZX-11941/2  | ANZB-11941/2  | ANSB-11941 |
| 제2권 | 2016년 1월 27일  | 소다치 리들 그 1 - 그 2   | ANZX-11943/4  | ANZB-11943/4  | ANSB-11943 |
| 제3권 | 2016년 2월 24일  | 소다치 로스트 그 1 - 그 3 | ANZX-11945/6  | ANZB-11945/6  | ANSB-11945 |
| 제4권 | 2016년 3월 23일  | 시노부 메일 그 1 - 그 3   | ANZX-11947/8  | ANZB-11947/8  | ANSB-11947 |
| 제5권 | 2016년 4월 27일  | 시노부 메일 그 4 - 그 6   | ANZX-11949/50 | ANZB-11949/50 | ANSB-11949 |